# El Salvador en los Juegos Olímpicos de Sídney 2000
El Salvador estuvo representado en los Juegos Olímpicos de Sídney 2000 por ocho deportistas, cuatro hombres y cuatro mujeres, que compitieron en siete deportes.
La portadora de la bandera en la ceremonia de apertura fue la halterófila Eva María Dimas. El equipo olímpico salvadoreño no obtuvo ninguna medalla en estos Juegos.